# Kalanchoe marmorata
Kalanchoe marmorata és una espècie de planta suculenta del gènere Kalanchoe, de la família de les Crassulaceae.

## Descripció
És una herba suculenta glabra gairebé arbustiva de 30 a 40 cm d'alçada i d'ample, quan creix en test, però arriba als 120 cm en estat salvatge.
Les tiges són carnoses, però rígides, verticals o escampant-se des de la base. Arrels fibroses i nombroses.
Les fulles són sèssils, en forma de raqueta (obovades) de 5 a 20 cm de llarg i fins a 13 cm d'amplada, suculentes amb tacte de goma, gruixudes, glauques de color groc-verdós a blau-verd o marró grogós amb espectaculars marques o venes de color marró o porpra a les dues cares, cuneades i semi-amplexicaule a la base, arrodonides a l'àpex. Les taques es fan més pronunciades quan la planta es troba en posició assolellada. Els marges solen ser crenats o serrats (o poques vegades llisos). Les fulles cauen aviat de les parts baixes de la planta.
Les inflorescències en forma de cima de flor agrupades, de més de 5 cm d'amplada i de 10 a 30 cm de llarg.
Les flor amb forma d'estrella amb 4 pètals, de color blanc, a vegades tenyits de rosa. Pedicels de 15 mm de llarg. Lòbuls del calze lineal-triangulars, de 10 a 17 mm de llarg, units per 1 a 2 mm. Corol·la blanca, poques vegades tenyida de rosa; tub de 60 a 120 mm de llarg; lòbuls de 10 a 25 mm de llarg, aguts, mucronats. Les anteres superiors sobresurten parcialment. Estils de 30 a 80 mm de llarg.

## Distribució
Planta nativa del centre i est d'Àfrica (Etiòpia, Eritrea, Somàlia, Kenya, el Sudan, República Democràtica del Congo, Zaire, Ruanda i el nord de Tanzània).
Creix a 1250–2400 metres d'altitud, a les carenes dels turons i als prats on pasturen vaques, cabres i ovelles, on per sobre de l'herba pasturada només creixen les acàcies espinoses. Es creu que el bestiar no menja la Kalanchoe marmorata gràcies a les taques vermelles de les fulles que actuen com a advertència.

## Taxonomia
Kalanchoe marmorata va ser descrita per John Gilbert Baker i publicada a The Gardeners' Chronicle & Agricultural Gazette t. 12: 300. 1892.

### Etimologia
Kalanchoe: nom genèric que deriva de la paraula cantonesa "Kalan Chauhuy", 伽藍菜 que significa 'allò que cau i creix'.
marmorata: epítet llatí que significa 'de marbre'.

### Sinonímia
- Kalanchoe grandiflora A.Rich.
- Kalanchoe grandiflora var. angustipetala Engl.
- Kalanchoe grandiflora var. maculata A.Terracc. ex Senni
- Kalanchoe kelleriana Schinz
- Kalanchoe macrantha Baker
- Kalanchoe macrantha var. richardiana Maire
- Kalanchoe rutshuruensis Lebrun & L.Touss.
- Kalanchoe somaliensis Hook.f.

Tot i que Kalanchoe grandiflora A.Rich. és sinònim de Kalanchoe marmorata, Kalanchoe grandiflora Wight & Arnott. és una planta diferent.